# Balise d’avertissement V16

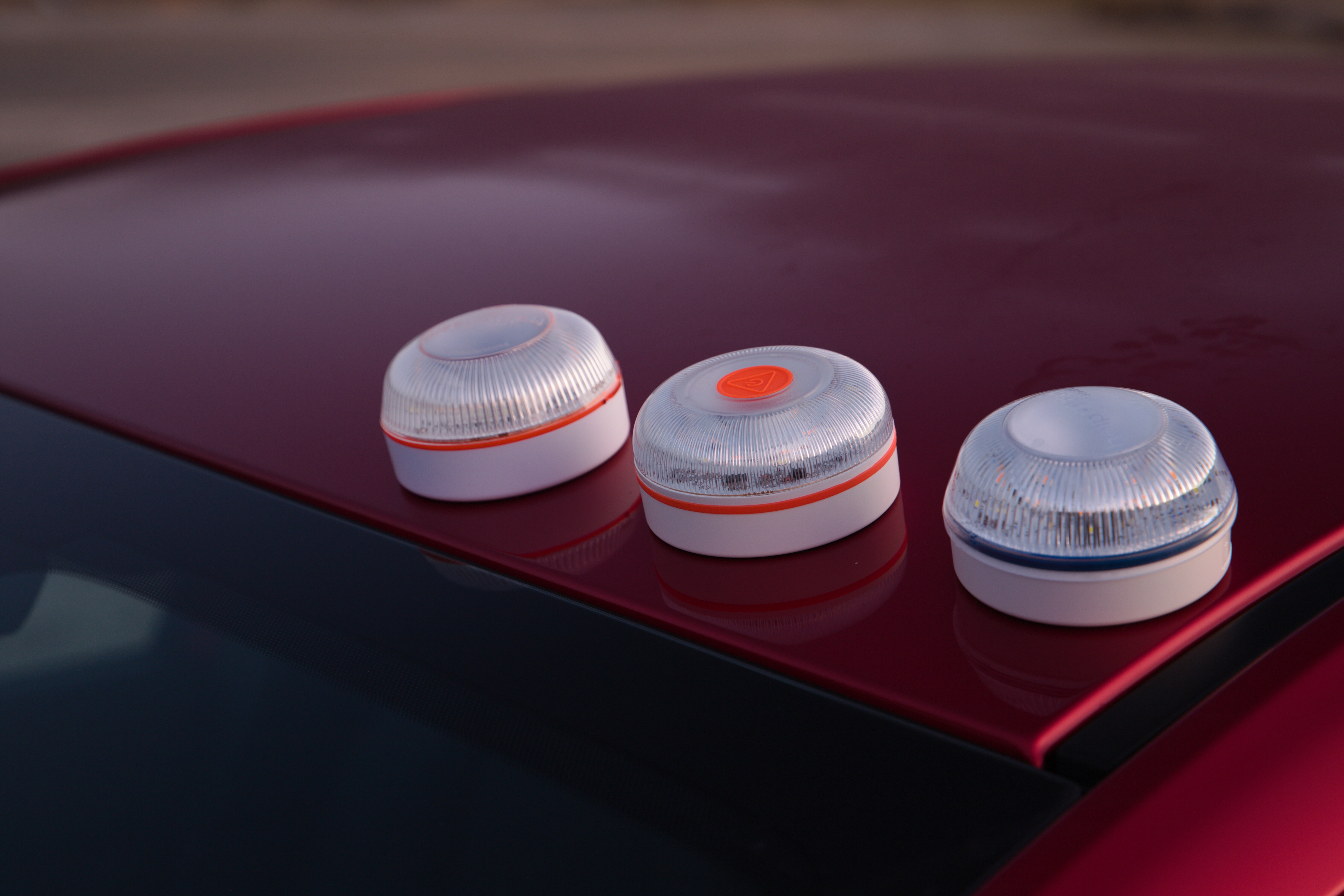
Balises V16 de signalisation de danger — 3 différentes balises d'avertissement

Le V16 est le nom officiel donné en Espagne aux balises de signalisation et d'avertissement. Le conducteur peut placer cette lampe sur le toit du véhicule sans sortir du véhicule et devenir immédiatement visible en cas d'accident ou de panne.
L'utilisation de la balise d'avertissement V16 est entrée en vigueur le 1er juillet 2021, et les deux systèmes d'avertissement (les deux triangles de présignalisation et la balise V16) peuvent être utilisés jusqu'en janvier 2026. Après cette date, la seule forme légale d'appareil d'avertissement qui pourra être utilisé en Espagne sera la balise V16 qui intègre la géolocalisation et est connectée au cloud 3.0 de la direction genérale du trafic (DGT),.

## Description
Le V16 est un dispositif de signalisation de danger.
La balise V16 est un appareil clignotant d'une lumière légalement jaune ou ambre (mais perçue comme orange) se plaçant sur le toit d'un véhicule. La lumière se diffuse horizontalement à 360 degrés, et verticalement à 8 degrés de l'horizontale. L'appareil est autonome en énergie fonctionnant sur une batterie qui doit marcher après 18 mois.
La balise V16 est soumis à un code d'approbation: LCOE XXXXXXXXXXXXXXXXG1 or IDIADA PC XXXXXXXXXXXX. Le code, contient la date d'approbation et le numéro de série.
La balise coûte 50 euros environ.

## Histoire
La balise V16 a été créée par un inventeur galicien Jorge Torre qui, conscient du haut taux d'accident sur la route du aux pannes et accidents des véhicules. En 2015, Torre crée le premier prototype et collabore avec Jorge Costas, pour lancer la première marque de ce produit : Help Flash.
En 2018, après la commercialisation du produit, plusieurs administrations espagnoles reconnaissent la balise V16, qui est approuvé par la DGT comme la plus efficace pour réduire le taux d'accident associé aux arrêts de véhicules dus aux pannes et aux accidents sur la route, ; elle a donc été incluse dans la réforme de la réglementation des véhicules par le décret ministériel PCI/810/2018.
En mars 2021, le décret royal 159/2021 a approuvé le remplacement du triangle par la balise V16 qui sera, en 2026, directement connectée au cloud 3.0 de la DGT.

## France
Cet équipement n'est pas obligatoire en France.

## Liens
- Royal Decree 159/2021, regulating roadside assistance services.
- Light V16 DGT: answers to the five questions we all ask ourselves.